# Народно-Демократична Республіка Ефіопія
Народно-Демократична Республіка Ефіопія (амх. የኢትዮጵያ ሕዝባዊ ዲሞክራሲያዊ ሪፐብሊክ, латиніз. Ye-Ītyōṗṗyā Həzbāwī Dīmōkrāsīyāwī Rīpeblīk) — офіційна назва Ефіопії з 1987 по 1991 роки. НДРЕ була заснована урядом, який очолював Менгісту Хайле Маріам. У новій державі встановлювалася однопартійна система на чолі з Робітничою партією Ефіопії, яка змінила диктатуру Дерг. НДРЕ офіційно була проголошена 22 лютого 1987 року, через три тижні після референдуму, який затвердив нову Конституцію, хоча реальна влада залишалася у Дерг до вересня. НДРЕ перестала існувати в кінці травня 1991 року. В умовах важкої економічної кризи противники режиму активізували військові дії. Був створений Революційно-демократичний фронт ефіопських народів (РДФЕН) і до 1991 року урядові війська утримували лише Аддис-Абебу і її околиці. В 1975—1991 всебічну допомогу режиму Менгісту надавали СРСР і країни Східної Європи, тож, коли у 1991 у СРСР почалася криза, Менгісту був скинутий, тоді ж був підписаний договір про припинення громадянської війни